# ألفرد هاردي
ألفرد هاردي (بالفرنسية: Alfred Hardy)‏ هو طبيب الجلد ‏ فرنسي، ولد في 30 نوفمبر 1811 في باريس في فرنسا، وتوفي بنفس المكان في 23 يناير 1893.